# Segunda Federación
La Segunda Federación, conocida originalmente como Segunda División RFEF, es la cuarta categoría del sistema de ligas de fútbol masculino de España. Constituye el nivel posterior a la Primera Federación. Se disputa desde la temporada 2021-22 y su organización depende de la Real Federación Española de Fútbol, de la cual toma su denominación. Consta de cinco grupos, con dieciocho equipos cada uno distribuidos por proximidad geográfica. Su estatus es semiprofesional.

## Sistema de competición
La Segunda Federación está integrada por un total de 90 clubes divididos en cinco grupos de 18 equipos cada uno distribuidos por proximidad geográfica, en la nueva reestructuración del fútbol español tras la supresión en la temporada 2019-20 de los descensos de categoría, provocada por la pandemia de COVID-19 en España, y que provocó que las categorías tuvieran un exceso de clubes en la temporada 2020-21. 
Estos 90 equipos de la primera temporada de la Segunda División RFEF tuvieron el siguiente origen:
- 36 procedentes de la Segunda División B. Los clasificados entre los puestos 41 y 76 de su última temporada.
- 54 procedentes de la Tercera División. Los mejor clasificados de su última edición.

El sistema de competición es el mismo que en el resto de categorías del sistema de ligas. Se disputa anualmente, empezando a finales del mes de agosto o principios de septiembre, y concluye en el mes de mayo o junio del siguiente año.
Los dieciocho equipos de cada grupo se enfrentan todos contra todos en dos ocasiones, una en campo propio y otra en campo contrario, lo que suma un total de treinta y cuatro jornadas. El orden de los encuentros se decide por sorteo antes de empezar la competición. El ganador de un partido obtiene tres puntos, el perdedor no suma ninguno y, en caso de un empate, se reparte un punto para cada equipo.

### Ascenso y descenso de categoría
Ascenderán a la Primera Federación diez equipos. Los campeones de cada uno de los cinco grupos subirán directamente. Los clasificados del segundo al quinto de cada grupo (20 equipos) disputarán dos eliminatorias a doble partido (a diferencia de la temporada 2021-22 que se disputaron a partido único en sede neutral), encuentros que se determinarán mediante sorteo, para determinar las cinco plazas de ascenso restantes. El primer partido de cada eliminatoria se disputará en el terreno de juego del equipo clasificado en la posición inferior en la fase regular. En caso de empate a goles en el sumatorio de los partidos de ida y vuelta, habrá prórroga, y si persiste el empate, se proclamará vencedor al equipo que hubiese obtenido mejor posición en la fase regular, procediendo al lanzamiento de penaltis si ambos equipos hubiesen obtenido la misma posición.
Descenderán los cinco últimos de cada grupo (del 14.º al 18.º). Los cuatro peores decimoterceros disputarán una eliminatoria en sede neutral de la que saldrán dos equipos que también descenderán a la Tercera RFEF.

### Equipos filiales
Los equipos filiales pueden participar en Segunda Federación si sus primeros equipos compiten en una categoría superior. Los filiales y sus respectivos primeros equipos no pueden competir en la misma división; por ello, si un equipo desciende a Primera Federación y su filial gana los play-off de ascenso a esta categoría, deberá quedarse obligatoriamente en Segunda Federación. Del mismo modo, un filial que se haya clasificado para la fase de ascenso a Primera Federación no puede disputarla si el primer equipo milita en dicha categoría. En este caso, lo sustituye el siguiente clasificado de su grupo que sí pueda ascender. Esto no será así si el primer equipo milita en Primera Federación, pero se clasifica para la fase de ascenso a Segunda División.

## Histórico de temporadas
Nota: nombres y banderas de los equipos según la época. Entre paréntesis, los últimos títulos logrados. En color, los equipos que ascendieron de categoría.
| 2021-22   |                                    |                                  |                            |                        |                             |
| Grupo I   | Pontevedra C. F. (1)               | A. D. Unión Adarve               | C. D. A. Navalcarnero      | Coruxo F. C.           | C. D. Palencia Cristo Atco. |
| Grupo II  | C. A. Osasuna "B" (1)              | Sestao River Club                | Real Sociedad "C"          | Rayo Cantabria         | Arenas Club                 |
| Grupo III | C. D. Numancia (1)                 | R. C. D. Español "B"             | S. C. R. Peña Deportiva    | C. D. Teruel           | Lleida Esportiu             |
| Grupo IV  | Córdoba C. F. (1)                  | A. D. Mérida                     | C. P. Cacereño             | A. D. Ceuta F. C.      | C. D. Coria                 |
| Grupo V   | C. F. Intercity (1)                | C. F. La Nucía                   | Real Murcia C. F.          | C. D. Eldense          | Hércules C. F.              |
| 2022-23   |                                    |                                  |                            |                        |                             |
| Grupo I   | C. D. Arenteiro (1)                | Real Avilés C. F.                | Real Valladolid Promesas   | S. D. Compostela       | Zamora C. F.                |
| Grupo II  | Sestao River Club (1)              | D. Alavés "B"                    | S. D. Tarazona             | Utebo F. C.            | S. D. Guernica Club         |
| Grupo III | C. D. Teruel (1)                   | S. C. R. Peña Deportiva          | Valencia C. F. Mestalla    | C. E. Manresa          | R. C. D. Español "B"        |
| Grupo IV  | Antequera C. F. (1)                | R. C. Rvo. de Huelva             | Club Rvo. Granada          | At. Sanluqueño         | UCAM Murcia C. F.           |
| Grupo V   | U. D. Melilla (1)                  | Atlético de Madrid "B"           | C. D. A. Navalcarnero      | C. P. Cacereño         | Gimn. Segoviana C. F.       |
| 2023-24   |                                    |                                  |                            |                        |                             |
| Grupo I   | Ourense C. F. (1)                  | Pontevedra C. F.                 | Zamora C. F.               | C. D. Guijuelo         | Rayo Cantabria              |
| Grupo II  | Bilbao Athletic (1)                | Baracaldo C. F.                  | U. D. Logroñés             | Utebo F. C.            | Deportivo Aragón            |
| Grupo III | Hércules de Alicante C. F. (1)     | C. E. Europa                     | C. F. Badalona Futur       | U. E. Sant Andreu      | Club Lleida Esportiu        |
| Grupo IV  | Sevilla Atlético (1)               | Yeclano Deportivo                | Marbella F. C.             | Orihuela C. F.         | Betis Deportivo             |
| Grupo V   | Gimn. Segoviana C. F. (1)          | U. D. San Sebastián de los Reyes | C. D. Numancia             | Getafe C. F. "B"       | C. D. Atlético Paso         |
| 2024-25   |                                    |                                  |                            |                        |                             |
| Grupo I   | Pontevedra C. F. (2)               | C. D. Numancia                   | Real Avilés                | R. C. Deportivo Fabril | Real Ávila                  |
| Grupo II  | Arenas Club (1)                    | S. D. Logroñés                   | S. D. Eibar "B"            | Utebo F. C.            | C. D. Teruel                |
| Grupo III | C. E. Europa (1)                   | Atlético Baleares                | U.E. Sant Andreu           | C. D. Sabadell         | Torrente C. F.              |
| Grupo IV  | Juventud de Torremolinos C. F. (1) | F. C. La Unión Atlético          | UCAM Murcia C. F.          | Atlético Antoniano     | C. D. Estepona F. S.        |
| Grupo V   | C. D. Guadalajara (1)              | C. P. Cacereño                   | C. F. Talavera de la Reina | Rayo Majadahonda       | Getafe C. F. "B"            |

## Palmarés
Nota: indicados en negrita los equipos que continúan en activo.
| Equipo                         | Títulos | Temporada                        |
| ------------------------------ | ------- | -------------------------------- |
| Pontevedra C. F.               | 2       | 2021-22 (Gr. I), 2024-25 (Gr. I) |
| C. A. Osasuna "B"              | 1       | 2021-22 (Gr. II)                 |
| C. D. Numancia                 | 1       | 2021-22 (Gr. III)                |
| Córdoba C. F.                  | 1       | 2021-22 (Gr. IV)                 |
| C. F. Intercity                | 1       | 2021-22 (Gr. V)                  |
| C. D. Arenteiro                | 1       | 2022-23 (Gr. I)                  |
| Sestao River Club              | 1       | 2022-23 (Gr. II)                 |
| C. D. Teruel                   | 1       | 2022-23 (Gr. III)                |
| Antequera C. F.                | 1       | 2022-23 (Gr. IV)                 |
| U. D. Melilla                  | 1       | 2022-23 (Gr. V)                  |
| Orense C. F.                   | 1       | 2023-24 (Gr. I)                  |
| Bilbao Athletic                | 1       | 2023-24 (Gr. II)                 |
| Hércules de Alicante C. F.     | 1       | 2023-24 (Gr. III)                |
| Sevilla Atlético               | 1       | 2023-24 (Gr. IV)                 |
| Gimn. Segoviana C. F.          | 1       | 2023-24 (Gr. V)                  |
| Arenas Club                    | 1       | 2024-25 (Gr. II)                 |
| C. E. Europa                   | 1       | 2024-25 (Gr. III)                |
| Juventud de Torremolinos C. F. | 1       | 2024-25 (Gr. IV)                 |
| C. D. Guadalajara              | 1       | 2024-25 (Gr. V)                  |

## Clasificación histórica Segunda Federación
Actualizado=27 de julio de 2025.

En Negrita, equipos que participan en la temporada 2025-26.
| Pos | CA                                 | Equipo                           | Temp | Ptos | PJ  | PG  | PE | PP | GF  | GC  | DG  | Cam | Sub | Pro | Asc |
| --- | ---------------------------------- | -------------------------------- | ---- | ---- | --- | --- | -- | -- | --- | --- | --- | --- | --- | --- | --- |
| 1   | Bandera de Extremadura             | C. P. Cacereño                   | 4    | 233  | 136 | 63  | 44 | 29 | 183 | 127 | 56  | 0   | 1   | 3   | 1   |
| 2   | Bandera de la Comunidad de Madrid  | C. D. A. Navalcarnero            | 5    | 218  | 136 | 62  | 32 | 42 | 164 | 135 | 29  | 0   | 0   | 3   | 0   |
| 3   | Bandera del País Vasco             | Arenas Club                      | 4    | 215  | 136 | 57  | 44 | 35 | 166 | 128 | 38  | 1   | 0   | 1   | 1   |
| 4   | Bandera de Cataluña                | R. C. D. Espanyol "B"            | 5    | 206  | 136 | 456 | 39 | 41 | 173 | 175 | -2  | 0   | 1   | 2   | 0   |
| 5   | Bandera de Galicia                 | Pontevedra C. F.                 | 3    | 205  | 102 | 59  | 28 | 15 | 186 | 96  | 90  | 2   | 1   | 1   | 2   |
| 6   | Bandera de Cantabria               | Rayo Cantabria                   | 5    | 203  | 136 | 55  | 38 | 43 | 188 | 156 | 32  | 0   | 0   | 2   | 0   |
| 7   | Bandera de Asturias                | Real Avilés C. F.                | 4    | 202  | 136 | 51  | 49 | 36 | 174 | 143 | 31  | 0   | 1   | 2   | 1   |
| 8   | Bandera de Cataluña                | Lleida Esportiu                  | 4    | 202  | 136 | 54  | 40 | 42 | 156 | 125 | 27  | 0   | 0   | 2   | 0   |
| 9   | Bandera de Cataluña                | Terrassa F. C.                   | 5    | 197  | 136 | 51  | 44 | 41 | 176 | 151 | 25  | 0   | 0   | 0   | 0   |
| 10  | Bandera de las Islas Baleares      | S. C. R. Peña Deportiva          | 4    | 197  | 136 | 52  | 41 | 43 | 178 | 160 | 18  | 0   | 0   | 2   | 0   |
| 11  | Bandera de la Comunidad de Madrid  | A. D. Unión Adarve               | 4    | 192  | 136 | 50  | 42 | 44 | 163 | 159 | 4   | 0   | 1   | 1   | 0   |
| 12  | Bandera de Castilla y León         | C. D. Numancia                   | 4    | 189  | 102 | 54  | 27 | 21 | 151 | 89  | 62  | 1   | 2   | 2   | 1   |
| 13  | Bandera de Asturias                | U. P. Langreo                    | 5    | 189  | 136 | 48  | 45 | 43 | 142 | 154 | -12 | 0   | 0   | 0   | 0   |
| 14  | Bandera del País Vasco             | S. D. Gernika Club               | 5    | 188  | 136 | 49  | 41 | 46 | 167 | 169 | -2  | 0   | 0   | 1   | 0   |
| 15  | Bandera de Galicia                 | S. D. Compostela                 | 4    | 187  | 136 | 48  | 43 | 45 | 161 | 147 | 14  | 0   | 0   | 1   | 0   |
| 16  | Bandera del País Vasco             | Real Sociedad "C"                | 4    | 187  | 136 | 51  | 34 | 51 | 167 | 166 | 1   | 0   | 0   | 1   | 0   |
| 17  | Bandera de Galicia                 | Coruxo F. C.                     | 5    | 186  | 136 | 49  | 39 | 48 | 156 | 145 | 11  | 0   | 0   | 1   | 0   |
| 18  | Bandera de Extremadura             | C. F. Villanovense               | 4    | 182  | 136 | 48  | 38 | 50 | 136 | 127 | 9   | 0   | 0   | 0   | 0   |
| 19  | Bandera de Asturias                | C. Marino de Luanco              | 5    | 179  | 136 | 46  | 41 | 49 | 138 | 132 | 6   | 0   | 0   | 0   | 0   |
| 20  | Bandera de Aragón                  | C. D. Teruel                     | 3    | 178  | 102 | 47  | 37 | 18 | 114 | 88  | 26  | 1   | 0   | 2   | 2   |
| 21  | Bandera de Aragón                  | Utebo F. C.                      | 4    | 175  | 102 | 48  | 31 | 23 | 134 | 97  | 37  | 0   | 0   | 3   | 0   |
| 22  | Bandera de Andalucía               | Cádiz C. F. "B"                  | 4    | 173  | 136 | 44  | 41 | 51 | 144 | 175 | -31 | 0   | 0   | 0   | 0   |
| 23  | Bandera de la Comunidad Valenciana | U. D. Alzira                     | 4    | 172  | 136 | 43  | 43 | 50 | 151 | 159 | -28 | 0   | 0   | 0   | 0   |
| 24  | Bandera de Cataluña                | C. E. Europa                     | 3    | 170  | 102 | 48  | 26 | 28 | 156 | 116 | 14  | 1   | 0   | 1   | 1   |
| 25  | Bandera de la Comunidad Valenciana | Hércules de Alicante C. F.       | 3    | 170  | 102 | 47  | 29 | 26 | 133 | 104 | 29  | 1   | 0   | 1   | 1   |
| 26  | Bandera de Castilla-La Mancha      | C. D. Guadalajara                | 3    | 168  | 102 | 48  | 22 | 69 | 155 | 110 | 45  | 1   | 0   | 0   | 1   |
| 27  | Bandera de la Región de Murcia     | UCAM Murcia C. F.                | 4    | 161  | 102 | 42  | 35 | 25 | 134 | 84  | 50  | 0   | 0   | 2   | 0   |
| 28  | Bandera del País Vasco             | Dep. Alavés "B"                  | 4    | 160  | 102 | 44  | 28 | 30 | 132 | 97  | 35  | 0   | 0   | 1   | 0   |
| 29  | Bandera de la Comunidad Valenciana | Valencia Mestalla                | 4    | 155  | 102 | 42  | 29 | 31 | 139 | 102 | 37  | 0   | 0   | 1   | 0   |
| 30  | Bandera de Andalucía               | C. D. Estepona                   | 4    | 155  | 102 | 41  | 32 | 29 | 110 | 85  | 16  | 0   | 0   | 1   | 0   |
| 31  | Bandera de Melilla                 | U. D. Melilla                    | 4    | 155  | 102 | 41  | 32 | 29 | 118 | 96  | 22  | 1   | 0   | 0   | 1   |
| 32  | Bandera de Castilla y León         | Gimnástica Segoviana C. F.       | 4    | 155  | 102 | 42  | 29 | 31 | 131 | 113 | 18  | 1   | 0   | 1   | 1   |
| 33  | Bandera de Navarra                 | C. D. Izarra                     | 4    | 150  | 136 | 38  | 36 | 62 | 135 | 179 | -44 | 0   | 0   | 0   | 0   |
| 34  | Bandera de Castilla y León         | Real Valladolid Promesas         | 4    | 147  | 102 | 40  | 27 | 35 | 138 | 136 | 2   | 0   | 0   | 1   | 0   |
| 35  | Bandera de Navarra                 | C. D. Tudelano                   | 4    | 143  | 102 | 26  | 22 | 20 | 84  | 64  | 20  | 0   | 0   | 0   | 0   |
| 36  | Bandera de Aragón                  | RZ Dep. Aragón                   | 4    | 143  | 102 | 39  | 26 | 37 | 130 | 130 | 0   | 0   | 0   | 0   | 0   |
| 37  | Bandera del País Vasco             | Sestao River                     | 3    | 142  | 68  | 40  | 22 | 6  | 108 | 39  | 69  | 1   | 1   | 1   | 1   |
| 38  | Bandera de la Región de Murcia     | Mar Menor F. C.                  | 3    | 140  | 102 | 37  | 29 | 36 | 86  | 93  | -7  | 0   | 0   | 0   | 0   |
| 39  | Bandera de la Región de Murcia     | Águilas F. C.                    | 4    | 139  | 102 | 33  | 40 | 29 | 90  | 82  | 8   | 0   | 0   | 0   | 0   |
| 40  | Bandera de las Islas Baleares      | S. D. Formentera                 | 3    | 139  | 102 | 38  | 25 | 39 | 115 | 109 | 6   | 0   | 0   | 0   | 0   |
| 41  | Bandera de Andalucía               | C. D. San Roque de Lepe          | 3    | 135  | 102 | 35  | 30 | 37 | 108 | 97  | 11  | 0   | 0   | 0   | 0   |
| 42  | Bandera de Navarra                 | A. D. San Juan                   | 3    | 135  | 102 | 35  | 30 | 37 | 109 | 113 | -4  | 0   | 0   | 0   | 0   |
| 43  | Bandera de Castilla y León         | C. D. Guijuelo                   | 3    | 135  | 102 | 34  | 33 | 35 | 98  | 113 | -15 | 0   | 0   | 1   | 0   |
| 44  | Bandera de las Islas Baleares      | C. E. Andratx                    | 4    | 134  | 102 | 35  | 29 | 38 | 115 | 125 | -10 | 0   | 0   | 0   | 0   |
| 45  | Bandera de Andalucía               | C. Recreativo Granada            | 3    | 131  | 102 | 35  | 26 | 41 | 110 | 119 | -9  | 0   | 0   | 1   | 1   |
| 46  | Bandera de Andalucía               | Xerez Deportivo F. C.            | 4    | 127  | 102 | 32  | 31 | 39 | 87  | 114 | -25 | 0   | 0   | 0   | 0   |
| 47  | Bandera de La Rioja (España)       | U. D. Logroñés                   | 3    | 126  | 68  | 34  | 24 | 10 | 38  | 74  | 0   | 0   | 1   | 0   |     |
| 48  | Bandera de las Islas Baleares      | C. D. Ibiza Islas Pitiusas       | 4    | 125  | 102 | 31  | 32 | 39 | 116 | 133 | -17 | 0   | 0   | 0   | 0   |
| 49  | Bandera de Navarra                 | U. D. Mutilvera                  | 4    | 124  | 102 | 34  | 22 | 46 | 107 | 132 | -25 | 0   | 0   | 0   | 0   |
| 50  | Bandera de Cataluña                | C. F. Badalona Futur             | 4    | 123  | 102 | 31  | 30 | 41 | 122 | 136 | -14 | 0   | 0   | 1   | 0   |
| 51  | Bandera de Cantabria               | R. S. Gimnástica de Torrelavega  | 3    | 123  | 102 | 31  | 30 | 41 | 122 | 136 | -14 | 0   | 0   | 0   | 0   |
| 52  | Bandera de Cataluña                | Cerdanyola del Vallès F. C.      | 3    | 120  | 102 | 30  | 30 | 42 | 108 | 136 | -28 | 0   | 0   | 0   | 0   |
| 53  | Bandera de Andalucía               | Vélez C. F.                      | 3    | 119  | 102 | 33  | 23 | 46 | 111 | 155 | -44 | 0   | 0   | 0   | 0   |
| 54  | Bandera de Galicia                 | C. D. Arenteiro                  | 2    | 118  | 68  | 31  | 25 | 12 | 79  | 54  | 25  | 1   | 0   | 0   | 1   |
| 55  | Bandera de Galicia                 | Bergantiños F. C.                | 4    | 118  | 102 | 30  | 28 | 44 | 119 | 138 | -19 | 0   | 0   | 0   | 0   |
| 56  | Bandera de Canarias                | C. D. Atlético Paso              | 3    | 118  | 102 | 30  | 28 | 44 | 98  | 119 | -21 | 0   | 0   | 1   | 0   |
| 57  | Bandera de Andalucía               | Antequera C. F.                  | 2    | 117  | 68  | 33  | 18 | 17 | 94  | 61  | 33  | 1   | 0   | 1   | 1   |
| 58  | Bandera de Castilla y León         | Zamora C. F.                     | 2    | 117  | 68  | 32  | 21 | 15 | 51  | 80  | 54  | 0   | 0   | 2   | 0   |
| 59  | Bandera de Galicia                 | Ourense C. F.                    | 2    | 116  | 68  | 32  | 20 | 16 | 90  | 55  | 35  | 1   | 0   | 0   | 1   |
| 60  | Bandera de Cataluña                | U. E. Sant Andreu                | 3    | 114  | 68  | 31  | 21 | 16 | 105 | 65  | 40  | 0   | 0   | 2   | 0   |
| 61  | Bandera de Castilla-La Mancha      | C. F. Talavera de la Reina       | 2    | 112  | 68  | 31  | 19 | 18 | 81  | 54  | 27  | 0   | 0   | 1   | 1   |
| 62  | Bandera de la Región de Murcia     | Yeclano Deportivo                | 3    | 112  | 68  | 30  | 22 | 16 | 78  | 59  | 20  | 1   | 0   | 1   | 0   |
| 63  | Bandera de Andalucía               | Sevilla Atlético                 | 2    | 111  | 68  | 31  | 18 | 19 | 88  | 51  | 37  | 1   | 0   | 0   | 1   |
| 64  | Bandera de la Comunidad de Madrid  | Getafe C. F. "B"                 | 3    | 111  | 68  | 30  | 21 | 17 | 89  | 69  | 9   | 0   | 0   | 2   | 0   |
| 65  | Bandera de la Comunidad de Madrid  | U. D. Sanse                      | 3    | 110  | 68  | 29  | 23 | 16 | 106 | 71  | 35  | 0   | 1   | 1   | 0   |
| 66  |                                    | F. C. La Unión Atlético          | 3    | 110  | 68  | 35  | 8  | 25 | 74  | 55  | 0   | 1   | 0   | 1   | 0   |
| 67  | Bandera de Aragón                  | C. D. Brea                       | 3    | 110  | 102 | 28  | 26 | 48 | 74  | 123 | -49 | 0   | 0   | 0   | 0   |
| 68  | Bandera de Extremadura             | U. D. Montijo                    | 3    | 109  | 102 | 29  | 22 | 51 | 98  | 143 | -45 | 0   | 0   | 0   | 0   |
| 69  | Bandera de Andalucía               | Atl. Antoniano                   | 3    | 105  | 68  | 29  | 18 | 21 | 73  | 72  | 1   | 0   | 0   | 1   | 0   |
| 70  | Bandera de la Comunidad Valenciana | Torrent C. F.                    | 3    | 104  | 68  | 28  | 20 | 20 | 83  | 72  | 11  | 0   | 0   | 1   | 0   |
| 71  | Bandera de Cantabria               | C. D. Laredo                     | 3    | 104  | 102 | 26  | 26 | 50 | 86  | 127 | -41 | 0   | 0   | 0   | 0   |
| 72  | Bandera de Extremadura             | C. D. Coria                      | 4    | 103  | 68  | 29  | 16 | 23 | 87  | 89  | -2  | 0   | 0   | 1   | 0   |
| 73  | Bandera de Andalucía               | Juv. Torremolinos                | 2    | 102  | 68  | 27  | 21 | 20 | 83  | 66  | 17  | 1   | 0   | 0   | 1   |
| 74  | Bandera de Extremadura             | C. D. Don Benito                 | 3    | 99   | 102 | 23  | 30 | 49 | 92  | 140 | -48 | 0   | 0   | 0   | 0   |
| 75  | Bandera de Aragón                  | S. D. Tarazona                   | 2    | 98   | 68  | 27  | 17 | 24 | 96  | 74  | 22  | 0   | 1   | 1   | 1   |
| 76  | Bandera de Galicia                 | R. C. Deportivo Fabril           | 3    | 98   | 68  | 27  | 17 | 24 | 96  | 78  | 20  | 0   | 0   | 1   | 0   |
| 77  | Bandera de Andalucía               | Betis Deportivo                  | 2    | 97   | 68  | 24  | 25 | 19 | 78  | 63  | 15  | 0   | 0   | 1   | 0   |
| 78  | Bandera de la Comunidad Valenciana | Orihuela C. F.                   | 3    | 97   | 68  | 26  | 19 | 23 | 67  | 64  | 3   | 0   | 0   | 1   | 0   |
| 79  | Bandera de Castilla y León         | C. D. Palencia Cristo Atlético   | 2    | 93   | 68  | 24  | 21 | 23 | 76  | 73  | 3   | 0   | 0   | 1   | 0   |
| 80  | Bandera de la Comunidad Valenciana | Atlético Saguntino               | 2    | 88   | 68  | 22  | 22 | 24 | 68  | 75  | -7  | 0   | 0   | 0   | 0   |
| 81  | Bandera de Castilla y León         | Salamanca C. F. UDS              | 3    | 88   | 68  | 23  | 19 | 26 | 69  | 77  | -8  | 0   | 0   | 0   | 0   |
| 82  | Bandera de Aragón                  | U. D. Barbastro                  | 3    | 87   | 68  | 22  | 21 | 25 | 64  | 68  | 0   | 0   | 0   | 0   | 0   |
| 83  | Bandera de la Comunidad de Madrid  | C. D. Leganés "B"                | 2    | 85   | 68  | 21  | 22 | 25 | 75  | 73  | 2   | 0   | 0   | 0   | 0   |
| 84  | Bandera de La Rioja (España)       | C. D. Calahorra                  | 2    | 85   | 68  | 22  | 19 | 27 | 64  | 77  | -13 | 0   | 0   | 0   | 0   |
| 85  | Bandera de la Comunidad Valenciana | C. F. La Nucía                   | 2    | 85   | 68  | 22  | 19 | 27 | 64  | 81  | -17 | 0   | 1   | 1   | 1   |
| 86  | Bandera de Andalucía               | R. B. Linense                    | 2    | 47   | 34  | 12  | 11 | 11 | 35  | 33  | 2   | 0   | 0   | 0   | 0   |
| 87  | Bandera de Cataluña                | A. E. Prat                       | 2    | 83   | 68  | 21  | 20 | 27 | 70  | 80  | -10 | 0   | 0   | 0   | 0   |
| 88  | Bandera de Andalucía               | Córdoba C. F.                    | 1    | 82   | 34  | 25  | 7  | 2  | 86  | 29  | 57  | 1   | 0   | 0   | 1   |
| 89  | Bandera del País Vasco             | Bilbao Athletic                  | 1    | 82   | 34  | 25  | 7  | 2  | 68  | 17  | 51  | 1   | 0   | 0   | 1   |
| 90  | Bandera de La Rioja (España)       | Racing Rioja C. F.               | 2    | 82   | 68  | 21  | 19 | 28 | 70  | 96  | -26 | 0   | 0   | 0   | 0   |
| 91  | Bandera de Andalucía               | C. D. El Ejido 2012              | 2    | 82   | 68  | 23  | 13 | 32 | 64  | 76  | -12 | 0   | 0   | 0   | 0   |
| 92  | Bandera de Cataluña                | C. E. Manresa                    | 2    | 81   | 68  | 20  | 21 | 27 | 63  | 73  | -10 | 0   | 0   | 1   | 0   |
| 93  | Bandera de Asturias                | R. Oviedo Vetusta                | 3    | 81   | 63  | 22  | 15 | 31 | 71  | 85  | -4  | 0   | 0   | 0   | 0   |
| 94  | Bandera de Cataluña                | U. E. Olot                       | 3    | 79   | 68  | 19  | 22 | 27 | 61  | 73  | -12 | 0   | 0   | 0   | 0   |
| 95  | Bandera de Asturias                | U. D. Llanera                    | 3    | 78   | 68  | 20  | 18 | 30 | 72  | 101 | -29 | 0   | 0   | 0   | 0   |
| 96  | Bandera de La Rioja (España)       | U. D. Logroñés "B"               | 2    | 77   | 68  | 19  | 20 | 29 | 72  | 93  | -21 | 0   | 0   | 0   | 0   |
| 97  | Bandera de La Rioja (España)       | C. D. Alfaro                     | 3    | 77   | 68  | 20  | 17 | 31 | 67  | 101 | -34 | 0   | 0   | 0   | 0   |
| 98  | Bandera del País Vasco             | Barakaldo C. F.                  | 1    | 76   | 34  | 22  | 10 | 2  | 61  | 18  | 42  | 0   | 1   | 1   | 0   |
| 99  | Bandera de Castilla-La Mancha      | U. D. Socuéllamos                | 3    | 76   | 68  | 17  | 25 | 26 | 54  | 75  | -21 | 0   | 0   | 0   | 0   |
| 100 | Bandera de Castilla-La Mancha      | C. D. Illescas                   | 2    | 74   | 68  | 19  | 17 | 32 | 64  | 79  | -15 | 0   | 0   | 0   | 0   |
| 101 | Bandera de la Comunidad de Madrid  | C. D. Móstoles URJC              | 2    | 74   | 68  | 21  | 11 | 36 | 77  | 99  | -22 | 0   | 0   | 0   | 0   |
| 102 | Bandera de Aragón                  | S. D. Ejea                       | 3    | 74   | 68  | 17  | 23 | 28 | 63  | 89  | -26 | 0   | 0   | 0   | 0   |
| 103 | Bandera de Andalucía               | Atlético Mancha Real             | 2    | 74   | 68  | 20  | 14 | 34 | 58  | 84  | -26 | 0   | 0   | 0   | 0   |
| 104 | Bandera de Navarra                 | C. A. Osasuna "B"                | 1    | 72   | 34  | 20  | 12 | 2  | 72  | 29  | 34  | 1   | 0   | 0   | 1   |
| 105 | Bandera de Aragón                  | C. D. Ebro                       | 3    | 71   | 68  | 15  | 26 | 27 | 60  | 68  | -8  | 0   | 0   | 0   | 0   |
| 106 | Bandera de la Región de Murcia     | F. C. Cartagena "B"              | 2    | 68   | 68  | 16  | 20 | 32 | 63  | 93  | -17 | 0   | 0   | 0   | 0   |
| 107 | Bandera de Canarias                | U. D. San Fernando               | 2    | 67   | 68  | 16  | 19 | 33 | 61  | 98  | -37 | 0   | 0   | 0   | 0   |
| 108 | Bandera de la Comunidad Valenciana | C. F. Intercity                  | 2    | 66   | 34  | 18  | 12 | 4  | 46  | 16  | 30  | 1   | 0   | 0   | 1   |
| 109 | Bandera de La Rioja (España)       | S. D. Logroñés                   | 2    | 66   | 34  | 19  | 9  | 6  | 54  | 29  | 25  | 0   | 1   | 1   | 0   |
| 110 | Bandera de la Comunidad de Madrid  | Atlético Madrid "B"              | 1    | 65   | 34  | 19  | 8  | 7  | 60  | 33  | 27  | 0   | 1   | 1   | 1   |
| 111 | Bandera de Cantabria               | C. D. Cayón                      | 2    | 63   | 68  | 13  | 24 | 31 | 63  | 112 | -49 | 0   | 0   | 0   | 0   |
| 112 | Bandera de Andalucía               | Recreativo de Huelva             | 2    | 63   | 34  | 17  | 12 | 5  | 39  | 24  | 15  | 0   | 1   | 1   | 1   |
| 113 | Bandera de Extremadura             | A. D. Mérida                     | 1    | 62   | 34  | 18  | 8  | 8  | 49  | 26  | 23  | 0   | 1   | 1   | 1   |
| 114 | Bandera de las Islas Baleares      | C. D. Atlético Baleares          | 2    | 62   | 34  | 17  | 11 | 6  | 49  | 27  | 22  | 0   | 1   | 1   | 0   |
| 115 | Bandera del País Vasco             | S. D. Eibar “B”                  | 2    | 62   | 34  | 18  | 8  | 8  | 45  | 23  | 22  | 0   | 0   | 0   | 0   |
| 116 | Bandera de Castilla y León         | Burgos C. F. Promesas            | 3    | 61   | 68  | 19  | 18 | 31 | 71  | 87  | -16 | 0   | 0   | 0   | 0   |
| 117 | Bandera de Canarias                | C. D. Mensajero                  | 2    | 60   | 68  | 12  | 24 | 32 | 63  | 105 | -42 | 0   | 0   | 0   | 0   |
| 118 | Bandera de la Región de Murcia     | Real Murcia C. F.                | 1    | 58   | 34  | 15  | 13 | 6  | 42  | 27  | 15  | 0   | 0   | 1   | 1   |
| 119 | Bandera de Cataluña                | C. E. Sabadell                   | 1    | 58   | 34  | 15  | 11 | 8  | 52  | 32  | 20  | 0   | 0   | 1   | 1   |
| 120 | Bandera de Andalucía               | Atlético Sanluqueño C. F.        | 1    | 58   | 34  | 16  | 10 | 8  | 47  | 33  | 14  | 0   | 0   | 1   | 1   |
| 121 | Bandera de la Comunidad Valenciana | C. D. Eldense                    | 1    | 56   | 34  | 15  | 11 | 8  | 47  | 37  | 10  | 0   | 0   | 1   | 1   |
| 122 | Bandera de Andalucía               | Marbella F. C.                   | 1    | 56   | 34  | 16  | 8  | 10 | 41  | 32  | 9   | 0   | 0   | 1   | 0   |
| 123 | Bandera de la Comunidad de Madrid  | C. F. Rayo Majadahonda           | 2    | 55   | 34  | 15  | 10 | 9  | 41  | 30  | 11  | 0   | 0   | 1   | 0   |
| 124 | Bandera de Ceuta                   | A. D. Ceuta F. C.                | 1    | 54   | 34  | 14  | 12 | 8  | 46  | 32  | 14  | 0   | 0   | 1   | 1   |
| 125 | Bandera de Andalucía               | Xerez C. D.                      | 2    | 52   | 34  | 15  | 7  | 12 | 34  | 26  | 8   | 0   | 0   | 0   | 0   |
| 126 | Bandera de Andalucía               | Real Ávila C. F.                 | 2    | 52   | 34  | 15  | 7  | 12 | 35  | 29  | 6   | 0   | 0   | 1   | 0   |
| 127 | Bandera de Andalucía               | U. D. Almería "B"                | 2    | 52   | 34  | 15  | 7  | 12 | 38  | 36  | 2   | 0   | 0   | 0   | 0   |
| 128 | Bandera de La Rioja (España)       | Náxara C. D.                     | 3    | 50   | 68  | 12  | 14 | 42 | 50  | 112 | -62 | 0   | 0   | 0   | 0   |
| 129 | Bandera de Andalucía               | Linares Deportivo                | 2    | 48   | 34  | 13  | 9  | 12 | 36  | 34  | 2   | 0   | 0   | 0   | 0   |
| 130 | Bandera de la Comunidad Valenciana | Elche Ilicitano                  | 2    | 47   | 34  | 12  | 11 | 11 | 43  | 38  | 5   | 0   | 0   | 0   |     |
| 131 | Bandera de Canarias                | C. D. Tenerife "B"               | 2    | 47   | 34  | 13  | 8  | 13 | 54  | 51  | 3   | 0   | 0   | 0   | 0   |
| 132 | Bandera de las Islas Baleares      | R. C. D. Mallorca "B"            | 2    | 47   | 68  | 11  | 14 | 43 | 46  | 104 | -58 | 0   | 0   | 0   | 0   |
| 133 | Bandera de Castilla-La Mancha      | U. B. Conquense                  | 2    | 45   | 34  | 13  | 6  | 15 | 37  | 41  | -4  | 0   | 0   | 0   | 0   |
| 134 | Bandera de la Comunidad de Madrid  | C. D. E. Ursaria                 | 2    | 44   | 34  | 12  | 8  | 14 | 34  | 39  | -5  | 0   | 0   | 0   | 0   |
| 135 | Bandera de Extremadura             | A. D. Llerenense                 | 1    | 44   | 34  | 12  | 8  | 14 | 31  | 43  | -12 | 0   | 0   | 0   | 0   |
| 136 | Bandera de Cantabria               | U. M. Escobedo                   | 1    | 43   | 34  | 10  | 13 | 11 | 31  | 39  | -8  | 0   | 0   | 0   | 0   |
| 137 | Bandera de la Comunidad de Madrid  | Real Madrid C. F. "C"            | 2    | 42   | 34  | 10  | 12 | 12 | 34  | 35  | -1  | 0   | 0   | 0   | 0   |
| 138 | Bandera de la Región de Murcia     | Deportiva Minera                 | 2    | 42   | 34  | 11  | 9  | 14 | 37  | 44  | -7  | 0   | 0   | 0   | 0   |
| 139 | Bandera de la Comunidad de Madrid  | C. D. Colonia Moscardó           | 2    | 42   | 34  | 11  | 9  | 13 | 41  | 56  | -15 | 0   | 0   | 0   | 0   |
| 140 | Bandera del País Vasco             | S. D. Beasain                    | 1    | 41   | 34  | 10  | 11 | 13 | 40  | 40  | 0   | 0   | 0   | 0   | 0   |
| 141 | Bandera de Navarra                 | C. A. Cirbonero                  | 1    | 40   | 34  | 10  | 10 | 14 | 35  | 40  | -5  | 0   | 0   | 0   | 0   |
| 142 | Bandera de Castilla-La Mancha      | C. D. Manchego Ciudad Real       | 1    | 41   | 34  | 9   | 14 | 11 | 29  | 36  | -7  | 0   | 0   | 0   | 0   |
| 143 | Bandera de Galicia                 | Arosa S. C.                      | 1    | 39   | 34  | 10  | 9  | 15 | 32  | 48  | -16 | 0   | 0   | 0   | 0   |
| 144 | Bandera de la Comunidad Valenciana | Atlético Levante U. D.           | 1    | 38   | 34  | 9   | 11 | 14 | 33  | 33  | 0   | 0   | 0   | 0   | 0   |
| 145 | Bandera de Cataluña                | U. E. Cornellà                   | 1    | 38   | 34  | 9   | 11 | 14 | 39  | 47  | -8  | 0   | 0   | 0   | 0   |
| 146 | Bandera de La Rioja (España)       | C. D. Anguiano                   | 1    | 38   | 34  | 11  | 5  | 18 | 32  | 49  | -17 | 0   | 0   | 0   | 0   |
| 147 | Bandera de Extremadura             | C. D. Badajoz                    | 1    | 37   | 34  | 8   | 13 | 13 | 35  | 39  | -3  | 0   | 0   | 0   | 0   |
| 148 | Bandera de Aragón                  | S. D. Huesca "B"                 | 1    | 37   | 34  | 8   | 13 | 13 | 37  | 44  | -7  | 0   | 0   | 0   | 0   |
| 149 | Bandera de Galicia                 | R.C. Villalbés                   | 1    | 37   | 34  | 8   | 13 | 13 | 23  | 32  | -9  | 0   | 0   | 0   | 0   |
| 150 | Bandera de Andalucía               | El Palo F. C.                    | 1    | 36   | 34  | 8   | 12 | 14 | 26  | 36  | -10 | 0   | 0   | 0   | 0   |
| 151 | Bandera de la Comunidad de Madrid  | A. D. Alcorcón "B"               | 1    | 35   | 34  | 7   | 14 | 13 | 34  | 42  | -8  | 0   | 0   | 0   | 0   |
| 152 | Bandera de Andalucía               | San Fernando C. D.               | 1    | 35   | 34  | 8   | 11 | 15 | 27  | 35  | -8  | 0   | 0   | 0   | 0   |
| 153 | Bandera de Extremadura             | C. D. Diocesano                  | 1    | 34   | 34  | 8   | 10 | 16 | 33  | 43  | -10 | 0   | 0   | 0   | 0   |
| 154 | Bandera de Castilla y León         | Arandina C. F.                   | 1    | 34   | 34  | 8   | 10 | 16 | 37  | 48  | -11 | 0   | 0   | 0   | 0   |
| 155 | Bandera de las Islas Baleares      | S. E. Penya Independent          | 1    | 34   | 34  | 9   | 7  | 18 | 32  | 52  | -20 | 0   | 0   | 0   | 0   |
| 156 | Bandera de Andalucía               | Atlético Pulpileño               | 1    | 34   | 34  | 8   | 10 | 16 | 23  | 48  | -25 | 0   | 0   | 0   | 0   |
| 157 | Bandera de Castilla-La Mancha      | C. D. Marchamalo                 | 1    | 32   | 34  | 8   | 8  | 18 | 33  | 59  | -26 | 0   | 0   | 0   | 0   |
| 158 | Bandera de Canarias                | Las Palmas Atlético              | 2    | 31   | 34  | 7   | 10 | 17 | 41  | 61  | -20 | 0   | 0   | 0   | 0   |
| 159 | Bandera de Castilla-La Mancha      | Calvo Sotelo Puertollano C. F.   | 1    | 29   | 34  | 8   | 5  | 21 | 38  | 50  | -12 | 0   | 0   | 0   | 0   |
| 160 | Bandera de Canarias                | C. D. Unión Sur Yaiza            | 1    | 29   | 34  | 6   | 11 | 17 | 34  | 55  | 29  | 0   | 0   | 0   | 0   |
| 161 | Bandera de Asturias                | C. D. Covadonga                  | 1    | 29   | 34  | 7   | 8  | 19 | 35  | 60  | -25 | 0   | 0   | 0   | 0   |
| 162 | Bandera de Castilla-La Mancha      | C. D. Toledo                     | 1    | 28   | 34  | 6   | 10 | 18 | 27  | 44  | -17 | 0   | 0   | 0   | 0   |
| 163 | Bandera de Navarra                 | C. D. Subiza                     | 1    | 28   | 34  | 8   | 4  | 22 | 36  | 60  | -24 | 0   | 0   | 0   | 0   |
| 164 | Bandera de Cantabria               | C. D. Tropezón                   | 1    | 27   | 34  | 6   | 9  | 19 | 40  | 68  | -28 | 0   | 0   | 0   | 0   |
| 165 | Bandera de Galicia                 | Polvorín F. C.                   | 1    | 26   | 34  | 5   | 11 | 18 | 30  | 47  | -17 | 0   | 0   | 0   | 0   |
| 166 | Bandera de Canarias                | U. D. Tamaraceite                | 1    | 25   | 34  | 6   | 7  | 21 | 36  | 64  | -28 | 0   | 0   | 0   | 0   |
| 167 | Bandera de Canarias                | C. F. Panadería Pulido San Mateo | 1    | 25   | 34  | 5   | 10 | 19 | 32  | 61  | -29 | 0   | 0   | 0   | 0   |
| 168 | Bandera de Navarra                 | C. D. Ardoi                      | 1    | 25   | 34  | 5   | 10 | 19 | 29  | 61  | -32 | 0   | 0   | 0   | 0   |
| 169 | Bandera de La Rioja (España)       | C. D. Arnedo \|                  | 1    | 24   | 34  | 6   | 6  | 22 | 28  | 65  | -37 | 0   | 0   | 0   | 0   |
| 170 | Bandera de Navarra                 | C. D. Valle de Egüés             | 1    | 21   | 34  | 5   | 6  | 23 | 24  | 58  | -34 | 0   | 0   | 0   | 0   |
| 171 | Bandera de Andalucía               | C. D. Utrera                     | 1    | 19   | 34  | 5   | 4  | 25 | 27  | 67  | -40 | 0   | 0   | 0   | 0   |
| 172 | Bandera de Navarra                 | Peña Sport F. C.                 | 1    | 18   | 34  | 3   | 9  | 22 | 31  | 76  | -45 | 0   | 0   | 0   | 0   |
| 173 | Bandera de Asturias                | U. C. Ceares                     | 1    | 18   | 34  | 5   | 3  | 26 | 23  | 78  | -55 | 0   | 0   | 0   | 0   |
| 174 | Bandera de Castilla y León         | Atlético Astorga C. F.           | 1    | 0    | 0   | 0   | 0  | 0  | 0   | 0   | 0   | 0   | 0   | 0   |     |
| 175 | Bandera de Asturias                | C. D. Lealtad                    | 1    | 0    | 0   | 0   | 0  | 0  | 0   | 0   | 0   | 0   | 0   | 0   |     |
| 176 | Bandera de Galicia                 | S. D. Sarriana                   | 1    | 0    | 0   | 0   | 0  | 0  | 0   | 0   | 0   | 0   | 0   | 0   |     |
| 177 | Bandera de Cantabria               | U. D. Sámano                     | 1    | 0    | 0   | 0   | 0  | 0  | 0   | 0   | 0   | 0   | 0   | 0   |     |
| 178 | Bandera de Galicia                 | U. D. Ourense                    | 1    | 0    | 0   | 0   | 0  | 0  | 0   | 0   | 0   | 0   | 0   | 0   |     |
| 179 | Bandera del País Vasco             | S. D. Beasain                    | 1    | 0    | 0   | 0   | 0  | 0  | 0   | 0   | 0   | 0   | 0   | 0   |     |
| 180 | Bandera del País Vasco             | C. D. Basconia                   | 1    | 0    | 0   | 0   | 0  | 0  | 0   | 0   | 0   | 0   | 0   | 0   |     |
| 181 | Bandera del País Vasco             | Real Unión de Irún               | 1    | 0    | 0   | 0   | 0  | 0  | 0   | 0   | 0   | 0   | 0   | 0   |     |
| 182 | Bandera del País Vasco             | S. D. Amorebieta                 | 1    | 0    | 0   | 0   | 0  | 0  | 0   | 0   | 0   | 0   | 0   | 0   |     |
| 183 | Bandera de la Comunidad Valenciana | C. D. Alcoyano                   | 1    | 0    | 0   | 0   | 0  | 0  | 0   | 0   | 0   | 0   | 0   | 0   |     |
| 184 | Bandera de la Comunidad Valenciana | C. D. Castellón "B"              | 1    | 0    | 0   | 0   | 0  | 0  | 0   | 0   | 0   | 0   | 0   | 0   |     |
| 185 | Bandera de Cataluña                | Barça Atlètic                    | 1    | 0    | 0   | 0   | 0  | 0  | 0   | 0   | 0   | 0   | 0   | 0   |     |
| 186 | Bandera de Cataluña                | Girona F. C. "B"                 | 1    | 0    | 0   | 0   | 0  | 0  | 0   | 0   | 0   | 0   | 0   | 0   |     |
| 187 | Bandera de Cataluña                | Reus F. C. Reddis                | 1    | 0    | 0   | 0   | 0  | 0  | 0   | 0   | 0   | 0   | 0   | 0   |     |
| 188 | Bandera de Cataluña                | C. E. Atlètic Lleida             | 1    | 0    | 0   | 0   | 0  | 0  | 0   | 0   | 0   | 0   | 0   | 0   |     |
| 189 | Bandera de las Islas Baleares      | U. D. Poblense                   | 1    | 0    | 0   | 0   | 0  | 0  | 0   | 0   | 0   | 0   | 0   | 0   |     |
| 190 | Bandera de las Islas Baleares      | U. D. Porreras                   | 1    | 0    | 0   | 0   | 0  | 0  | 0   | 0   | 0   | 0   | 0   | 0   |     |
| 191 | Bandera de Andalucía               | Atlético Malagueño               | 1    | 0    | 0   | 0   | 0  | 0  | 0   | 0   | 0   | 0   | 0   | 0   |     |
| 192 | Bandera de Andalucía               | Real Jaén C. F.                  | 1    | 0    | 0   | 0   | 0  | 0  | 0   | 0   | 0   | 0   | 0   | 0   |     |
| 193 | Bandera de Andalucía               | Salerm Puente Genil              | 1    | 0    | 0   | 0   | 0  | 0  | 0   | 0   | 0   | 0   | 0   | 0   |     |
| 194 | Bandera de Andalucía               | C. D. Unión Malacitano           | 1    | 0    | 0   | 0   | 0  | 0  | 0   | 0   | 0   | 0   | 0   | 0   |     |
| 194 |                                    | C. F. Lorca Deportiva            | 1    | 0    | 0   | 0   | 0  | 0  | 0   | 0   | 0   | 0   | 0   | 0   |     |
| 195 | Bandera de Extremadura             | C. D. Extremadura 1924           | 1    | 0    | 0   | 0   | 0  | 0  | 0   | 0   | 0   | 0   | 0   | 0   |     |
| 196 | Bandera de la Ciudad de Madrid     | R. S. D. Alcalá                  | 1    | 0    | 0   | 0   | 0  | 0  | 0   | 0   | 0   | 0   | 0   | 0   |     |
| 197 | Bandera de la Ciudad de Madrid     | C. F. Fuenlabrada                | 1    | 0    | 0   | 0   | 0  | 0  | 0   | 0   | 0   | 0   | 0   | 0   |     |
| 198 | Bandera de la Ciudad de Madrid     | Rayo Vallecano "B"               | 1    | 0    | 0   | 0   | 0  | 0  | 0   | 0   | 0   | 0   | 0   | 0   |     |
| 199 | Bandera de Castilla-La Mancha      | C. D. Quintanar del Rey          | 1    | 0    | 0   | 0   | 0  | 0  | 0   | 0   | 0   | 0   | 0   | 0   |     |